# Lewis Baker
Lewis Renard Baker (Luton, 25 aprile 1995) è un calciatore inglese, centrocampista dello Stoke City.

## Carriera

### Club

#### Chelsea ed i vari prestiti
Viene acquistato dal Chelsea nel 2005, all'età di 9 anni, strappato alla concorrenza di Queens Park Rangers, Charlton Athletic, Aston Villa, Derby County, Wimbledon e Arsenal. Il 5 gennaio 2014 debutta in prima squadra, sostituendo all'87 minuto Oscar, nella partita di FA Cup vinta 2-0 contro il Derby County.
L'8 gennaio 2015 viene ceduto in prestito allo Sheffield Wednesday fino al 2 maggio 2015. Dopo un solo mese viene richiamato dal prestito, dopo aver collezionato solo 4 presenze.
Il 12 febbraio 2015 passa in prestito fino al termine della stagione al Milton Keynes Dons, a fine prestito colleziona 12 partite e segna 3 gol.
Il 26 giugno 2015 passa in prestito stagionale al Vitesse in Eredivisie. A fine stagione, dopo le ottime prestazioni nei Paesi Bassi, il prestito viene prolungato fino al 30 giugno 2017.

#### Stoke City
Il 15 gennaio si trasferisce a titolo definitivo allo Stoke City.

### Nazionale
Ha giocato nelle nazionali giovanili inglesi Under-17, Under-19, Under-20 ed Under-21.

## Palmarès

### Club

#### Competizioni nazionali
- Coppa dei Paesi Bassi: 1

Vitesse: 2016-2017
- Supercoppa di Turchia: 1

Trabzonspor: 2020

#### Competizioni internazionali
- Supercoppa UEFA: 1

Chelsea: 2021

### Nazionale
- Torneo di Tolone: 1

2016

### Individuale
- Miglior marcatore del Torneo di Tolone: 1

2016 (4 gol)